# Dennis Gentenaar
Dennis Gentenaar (Nijmegen, 30 de setembro de 1975) é um ex-futebolista holandês  que atuava como goleiro. Seu ultimo clube foi o NEC, o qual o revelou para o futebol em 1995.